# توم درير
توم درير (بالإنجليزية: Tom Dreyer)‏ هو كاتب جنوب أفريقي، ولد في 17 نوفمبر 1972 في كيب تاون في جنوب أفريقيا.